# Mont Albert (berg)
Mont Albert är ett berg i Kanada.   Det ligger i regionen Gaspésie–Îles-de-la-Madeleine och provinsen Québec, i den östra delen av landet, 800 km nordost om huvudstaden Ottawa. Toppen på Mont Albert är 1 154 meter över havet.